# Ecitomyia luteola
Ecitomyia luteola är en tvåvingeart som beskrevs av Borgmeier och Schmitz 1923. Ecitomyia luteola ingår i släktet Ecitomyia och familjen puckelflugor. Inga underarter finns listade i Catalogue of Life.